# Bruchblättriges Wassersackmoos
Das Bruchblättrige Wassersackmoos (Frullania fragilifolia) ist eine Lebermoos-Art aus der Familie Frullaniaceae.

## Merkmale
Die zierlichen, meist rotbraunen Pflanzen bilden flache, angedrückte Rasen auf Baumborke oder auf Silikatgestein, sind etwa einen Millimeter breit und unregelmäßig verzweigt. Oft sind an Teilen der Stämmchen die Blätter abgebrochen (Bruchblätter zur vegetativen Vermehrung). Die Flankenblätter sind zweilappig, der Oberlappen oval bis rundlich, der kleinere Unterlappen hat die Form eines Wassersackes und ist länger als breit. Unterblätter sind zweizipfelig und etwas breiter als das Stämmchen. Die Zellen der Flankenblätter sind rundlich oder etwas eckig, etwa 16 bis 22 Mikrometer groß und enthalten zwei bis vier Ölkörper; neben diesen gewöhnlichen Blattzellen sind immer auch einzelne zerstreute oder in kleinen Gruppen angeordnete Ozellen vorhanden, das sind auffällig anders gefärbte oder vergrößerte Zellen.
Die Geschlechterverteilung ist diözisch. Sporogone sind selten. Die Ausbreitung erfolgt gewöhnlich durch Bruchblätter.

## Standortansprüche
Die Art wächst besonders in niederschlagsreichen Gegenden oft auf Baumborke, häufig von Rotbuchen oder jungen Fichten; in kontinental getönten Gebieten besiedelt sie vorwiegend Silikatfelsen.

## Verbreitung
Das Bruchblättrige Wassersackmoos ist ein europäisch-makaronesischer Endemit. Der Verbreitungsschwerpunkt ist West- und Mitteleuropa. Darüber hinaus gibt es Vorkommen im südlichen Nordeuropa, in Südeuropa und im Osten bis zur Ukraine.
In Österreich ist es in den Nordalpen und in der Flyschzone verbreitet, in den Zentral- und Südalpen zerstreut bis selten. Der Lebensraum liegt in submontanen und montanen Höhenlagen, die Obergrenze liegt bei etwa 1600 Meter Höhe.